# Gebhard de Lorena
Gebhard de Lahngau (n. cca. 860/868 – d. 22 iunie 910) a fost membru al dinastiei Conradinilor, conte de Wetterau (909–910) și Rheingau (897–906), iar apoi devenit duce al Lotharingiei (Lorena).

## Biografie
Gebhard era fiul lui Udo de Neustria (d. 879), conte de Lahngau, cu Iudith.
În 903 Ludovic Copilul, regele Franciei răsăritene, i-a acordat conducerea asupra Lotharingiei cu titlul de duce (Kebehart dux regni quod a multis Hlotharii dicitur). Gebhard a murit într-o luptă împotriva maghiarilor, în apropiere de Augsburg.
Gebhard și soția sa, Ida, au avut doi copii:
- Herman (d. 949), duce de Suabia;
- Odo (d. 949), conte de Wetterau (din 914), Lahngau (din 918) și Rheingau (din 917), căsătorit cu Cunigunda, fiica lui Herbert de Vermandois, conte de Meaux.